# 넌장성

넌장 성의 위치

넌장성(한국어: 눈강성, 중국어: 嫩江省, 병음: Nènjiāng shěng)은 둥베이의 북서부에 위치했던 중화민국 시대의 행정구역이다. 총 면적은 67,034km2이고 인구는 1947년 당시 3,308,906명이었다. 성도는 치치하얼 시이다. 넌장 성은 만주국 시대의 룽장 성(龍江省)을 전신으로 한다. 1945년의 일본의 패전과 함께 만주국이 붕괴하면서 국민 정부는 9월 4일에 넌장 성을 설치했다. 1947년 6월, 동북 9성의 행정구역이 정식으로 결정되면서 1시 18현 2기를 관할하게 되었다. 1950년 중화인민공화국 수립과 함께 헤이룽장성에 편입되면서 폐지되었다.